# Tannenkrug (Altmärkische Höhe)
Tannenkrug ist ein Wohnplatz im Ortsteil Losse der Gemeinde Altmärkische Höhe im Landkreis Stendal in Sachsen-Anhalt.

## Geografie

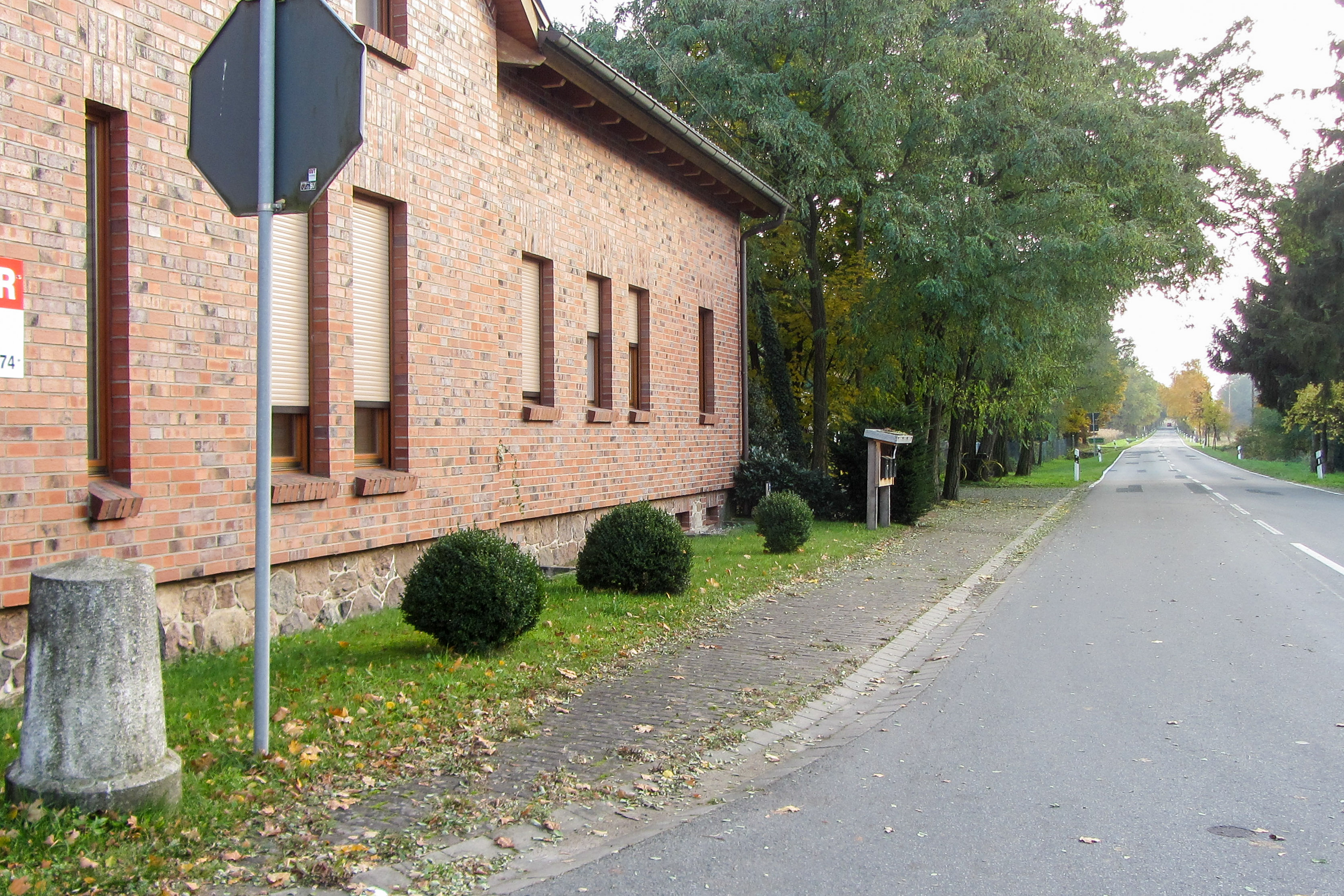
Preußischer Rundsockelstein an der B 190 in Richtung Losse-Lindenberg

Der Ort liegt etwa 2 Kilometer nördlich von Losse und etwa 5 Kilometer westlich der Hansestadt Seehausen (Altmark) an der Bundesstraße 190. Weitere Nachbarorte sind Lindenberg im Nordwesten und das Forsthaus Priemern im Westen.

## Geschichte

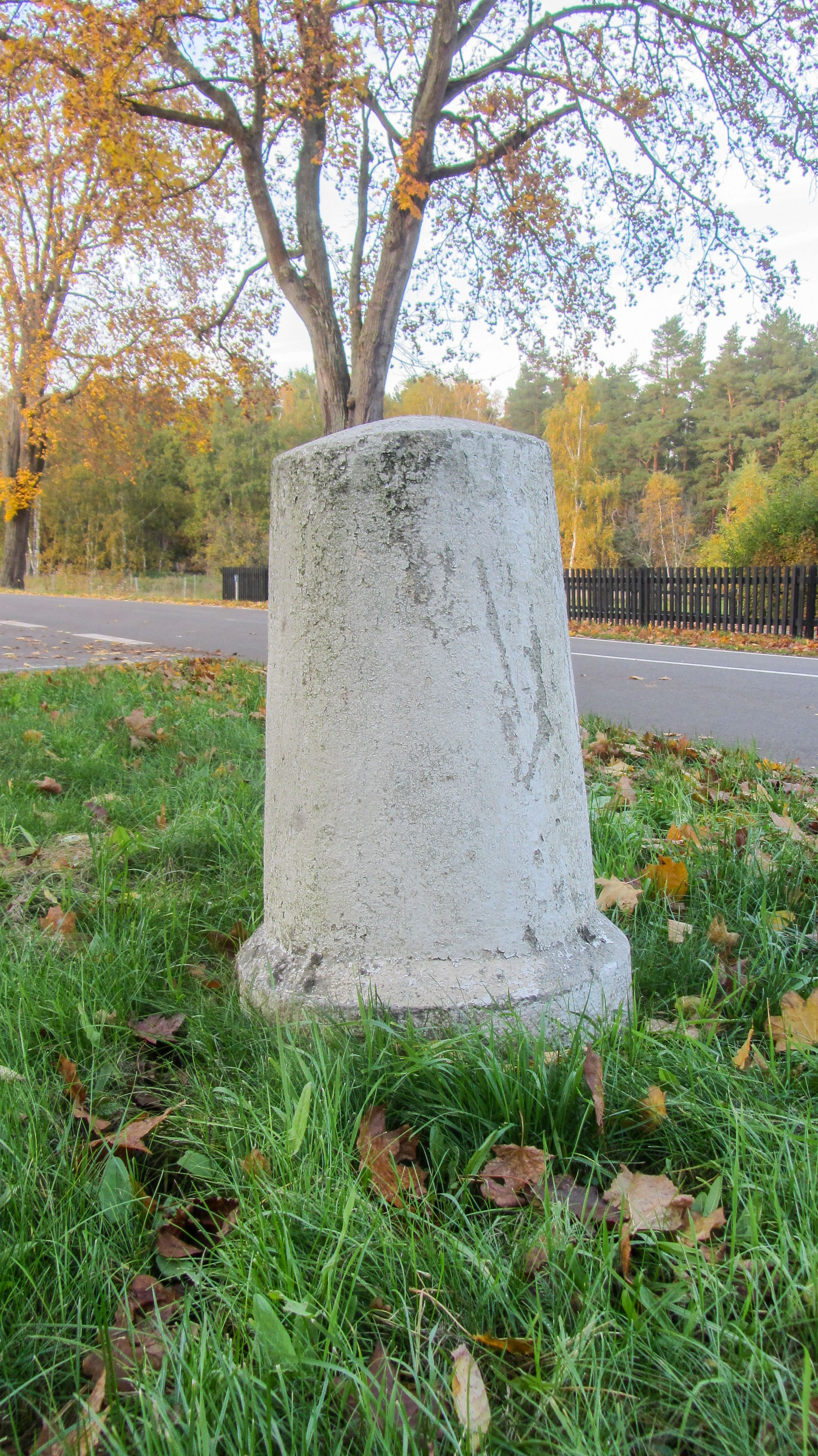
Preußischer Rundsockelstein an der B 190 in Richtung Losse

Im Jahre 1836 wurde der Tannenkrug von Johann Friedrich Michaelis aus Losse und seiner Frau Maria Dorothe, geborene Henning, an einem Sechswegekreuz errichtet. Es kreuzen sich dort Wege in Richtung Seehausen, Baarsberge, Losse, Arendsee (Altmark), Groß Garz, Krüden und Vielbaum.
Anfangs gab es einen Bierausschank, der mit einer Landwirtschaft und einer Ziegelei gekoppelt war. Mit dem Bau der Chaussee Seehausen–Arendsee im Jahre 1854 florierte das Geschäft zunehmend. Es wurde ein Park angeschlossen, in dem Parkkonzerte und ähnliche Veranstaltungen stattfanden. Er musste 1897 dem Bau einer Molkerei weichen.
Heute ist der frühere Krug ein Speiselokal mit regionaler und mediterraner Küche und auch ein Ausflugslokal für Urlauber oder Durchreisende.
1986 betrieb der Staatliche Forstwirtschaftsbetrieb Salzwedel, Revierförsterei Losse, ein Sägewerk in Tannenkrug. Es ging später in der Sägewerk Losse GmbH auf, die 2001 aus dem Handelsregister des Amtsgerichts Stendal gelöscht wurde.

### Einwohnerentwicklung
| Jahr | Einwohner |
| ---- | --------- |
| 1885 | 6         |
| 1895 | 69        |

| Jahr | Einwohner |
| ---- | --------- |
| 1905 | 29        |

Quelle:

## Kultur und Sehenswürdigkeiten
Die beiden Distanzsteine an der Bundesstraße 190 in Tannenkrug stehen unter Denkmalschutz.